# Seyid Riza
Seyid Riza (Zazaki: Sey Rıza; Lirtik (Ovacık), c. 1863 - Elazığ, 15 november 1937) was een alevitische Zaza-Koerd van Turkmeens afkomst  en een belangrijke leider in de Opstand van Dersim.

## Levensloop
Seyid Riza werd rond 1863 geboren, als vierde en laatste zoon van de stamhoofd Sheik Hasan een Turkmeens stam , die oorspronkelijk Turkmeens was maar het stam was echter gekurdificeerd. De stam van hem stond in de Ottomaanse bronnen als "Ekrad Yorukani der kenar"" Der kenar komt vanwege zijn Turkmeens  Afkomst, het Ekrad Yorukan betekent hier volgens Onderzoekers is het gekurdificeerd of uit elkaar gevallen Turkmenen. Hij trouwde met de dochter van een rijke landeigenaar en parlementslid, Diyap Yıldırım. Tijdens de Eerste Wereldoorlog leidde hij de Abbasan-stam samen met de Ottomanen tegen het Russisch-Armeens leger. Hij verleende ook bescherming aan de etnische Armeniërs die tijdens de Armeense Genocide van 1915. In 1921 spande hij samen met de lokale alevitische leiders tijdens de Koçgiri-opstand.
Na de oprichting van de Turkse Republiek in 1923 werd Seyid Rıza een belangrijke thema voor de Turkse regering. Rıza behield namelijk een brede autonomie in de regio Dersim en had veel aanzien onder de Koerdische en Zazaïsche stammen in deze regio. De Turkse regering had daarentegen nauwelijks controle in de regio en probeerde via Rıza de invloed te vergroten. In 1935 begon Seyid Riza zich echter te verzetten tegen de Turkse autoriteiten, omdat de regio Dersim werd omgedoopt tot de nieuwe provincie Tunceli. Tijdens het nieuwjaar Newroz, in maart 1937, riep Seyid Rıza op tot een opstand tegen de Turkse regering. Hij leidde de Opstand van Dersim en probeerde de verschillende Koerdische stammen in de regio te verenigen, ondanks de verdeeldheid tussen soennitische en alevitische Zaza/Koerden, om etnische zuiveringen te voorkomen. In september van hetzelfde jaar werd opstand met geweld de kop ingedrukt door het Turks leger en duizenden burgers werden afgeslacht of gedeporteerd. Seyid Rıza werd op 5 september 1937, samen met tweeënzeventig andere revolutionairen, gevangengenomen en ter dood veroordeeld door rechter İhsan Sabri Çağlayangil (die in 1965 minister van Buitenlandse Zaken zou worden), die speciaal uit Ankara was gekomen. Ook zijn 16-jarige zoon, Resik Hüseyin, en andere familieleden ondergingen hetzelfde lot. In 2015 overleed zijn dochter, Leyla, op 98-jarige leeftijd.